# Isodictya trigona
Isodictya trigona är en svampdjursart som först beskrevs av Topsent 1917.  Isodictya trigona ingår i släktet Isodictya och familjen Isodictyidae. Inga underarter finns listade i Catalogue of Life.